# Chelonaplysilla
Chelonaplysilla is een geslacht van sponsdieren uit de klasse van de Demospongiae (gewone sponzen).

## Soorten
- Chelonaplysilla arenosa (Topsent, 1925)
- Chelonaplysilla aurea Bergquist, 1995
- Chelonaplysilla betinensis Zea & van Soest, 1986
- Chelonaplysilla delicata Pulitzer-Finali & Pronzato, 1999
- Chelonaplysilla erecta Tsurnamal, 1967
- Chelonaplysilla erecta (Row, 1911)
- Chelonaplysilla incrustans (Carter, 1876)
- Chelonaplysilla noevus (Carter, 1876)
- Chelonaplysilla psammophila (Topsent, 1928)
- Chelonaplysilla schoenus (Carter, 1876)
- Chelonaplysilla supjiensis Jeon & Sim, 2008
- Chelonaplysilla violacea (Lendenfeld, 1883)